# Río Lillooet
El río Lillooet es uno de los principales ríos de las montañas costeras del sur de la Columbia Británica. Nace en el lago Silt, en el borde sur del casquete de la Corona de Lillooet, a unos 80 kilómetros al noroeste de Pemberton y a unos 85 kilómetros al noroeste de Whistler. Su valle superior tiene una longitud de unos 95 kilómetros y se adentra en el lago Lillooet a unos 15 km aguas abajo de Pemberton, en la periferia oriental de la reserva del Monte Currie de la rama Lil'wat del pueblo St'at'imc. Desde Pemberton Meadows, a unos 40 km aguas arriba de Pemberton, hasta el lago Lillooet, las tierras llanas del fondo del río forman la región agrícola del valle de Pemberton.
Por debajo de los 30 km del lago Lillooet, se reanuda de nuevo justo al norte de la comunidad nativa y ciudad fantasma de Skookumchuck Hot Springs, que se conoce en la lengua de los st'at'imcets como Skatin. El tramo inferior del río Lillooet, desde el lago Lillooet hasta el lago Harrison, tiene una longitud aproximada de 55 km. Sus principales afluentes son el arroyo Meager, el río Ryan, el río Green y el río Birkenhead. Por debajo del lago Harrison, el arroyo recibe el nombre de río Harrison, que entra en el Fraser cerca de la comunidad de las Primeras Naciones de Chehalis.
La parte baja del río Lillooet y el lago Lillooet fueron parte de una ruta principal de corta duración entre la costa y el interior en los días de la fiebre del oro del Cañón Fraser. 

## El "otro" río Lillooet
Hasta la década de 1910, el nombre de río Lillooet también se aplicaba a lo que ahora es el río Alouette en Maple Ridge; el vecindario que creció en su rama sur se conoció como South Lillooet, pero para evitar confusiones se pidió al nuevo administrador de correos que inventara un nombre, eligiendo Yennadon como la mansión de su familia en Devonshire Moors. El nombre del río se cambió formalmente el 31 de marzo de 1915 y se eligió "Alouette" debido a su parecido con el sonido de "Lillooet". 

## Geología
El río Lillooet fue represado con brechas procedentes de una erupción de estilo pliniano del macizo del Monte Meager hace 2.400 años. La brecha que embalsaba el río Lillooet no era muy fuerte, y el agua pronto erosionó la brecha que embalsaba el río, formando las cataratas Keyhole. La primera vez que el agua atravesó la brecha se produjo una gran inundación. La inundación fue lo suficientemente grande como para que pequeños bloques de brecha del tamaño de una casa fueran arrastrados durante la crecida.